# Anatolij Rybakov
Anatolij Vasil'evič Rybakov (in russo Анатолий Васильевич Рыбаков?; Arzamas, 30 gennaio 1956) è un ex nuotatore sovietico, dal 1992 russo.

## Palmares

### Competizioni internazionali
- Mondiali

Cali 1975: bronzo nella 4x200m sl.
- Europei

Vienna 1974: argento nella 4x200m sl.